# Gonolobus dictyopetalus
Gonolobus dictyopetalus là một loài thực vật có hoa trong họ La bố ma. Loài này được Urb. & Ekman mô tả khoa học đầu tiên năm 1926.